# Leucauge fragilis
Leucauge fragilis là một loài nhện trong họ Tetragnathidae.
Loài này thuộc chi Leucauge. Leucauge fragilis được Octavius Pickard-Cambridge miêu tả năm 1889.